# Teofila Bogumiła Glińska
Teofila Bogumiła Glińska (ur. 1762/1763, zm. 23 października 1799) – polska poetka okresu oświecenia.

## Życiorys
Urodziła się prawdopodobnie w Kosiczach Większych pod Nowogródkiem, jako córka Krzysztofa herbu Jastrzębiec (wyznania kalwińskiego), porucznika, a następnie pułkownika Wojsk Wielkiego Księstwa Litewskiego, i Teofili z Gołuchowskich. Związana była z dworem J.L. Chreptowicza w Szczorsach. Po zamążpójściu (29 września 1790: Alojzy Bukaty, starosta milianicki) przyjęła nazwisko Bukatowa.

## Twórczość
Kilka zachowanych wierszy, z których poemacik opisowy Szczorse i przekład Hymnu Peruanów o śmierci z powieści J.F. Marmontela Inkasy ogłosił w 1785 „Magazyn Warszawski”, pozwalają widzieć w Glińskiej reprezentantkę sentymentalizmu. Jej wiersze przedrukował Tadeusz Mikulski w swej książce Ze studiów nad oświeceniem.

### Ważniejsze utwory
- Szczorse, powst. w sierpniu 1784, wyd. J. Chreptowicz, „Magazyn Warszawski” 1785, t. 1, cz. 1, s. 91-93; wyd. następne oprac. T. Mikulski, „Pamiętnik Literacki”, rocznik 41 (1950), zeszyt 3/4, przedr. w: Ze studiów nad Oświeceniem, Warszawa 1956.
- Hymn Peruanów o śmierci. Z prozy Inkasów pana Marmontela wyjęty i na wiersz przełożony, wyd. J. Chreptowicz, „Magazyn Warszawski” 1785, t. 1, cz. 1, s. 99-103; wyd. następne oprac. T. Mikulski, „Pamiętnik Literacki”, rocznik 41 (1950), zeszyt 3/4, przedr. w: Ze studiów nad Oświeceniem, Warszawa 1956.
- Bukiet od córki dla matki w dzień imienin tejże, powst. przed rokiem 1790, z rękopisu: Życie Ignacego Bykowskiego, porucznika wojsk rosyjskich, przez niego samego napisane w roku 1808, wyd. i przedr. T. Mikulski, „Pamiętnik Literacki”, rocznik 41 (1950), zeszyt 3/4, przedr. w: Ze studiów nad Oświeceniem, Warszawa 1956.
- Od tejże, w wilią rocznicy ojca, powst. przed rokiem 1790, z rękopisu wyd. i przedr. T. Mikulski, „Pamiętnik Literacki”, rocznik 41 (1950), zeszyt 3/4, przedr. w: Ze studiów nad Oświeceniem, Warszawa 1956.
- Wiersze imć panny Glińskiej na obraz j. o. księżny Massalskiej, hetmanowy W. Ks. Lit., przez imci p. Szmuglewicza malowany... w Wilnie. Myśli na ustroniu, odpisy rękopiśmienne z XVIII wieku w Bibliotece Jagiellońskiej, sygn. 6214/III.